# Omolabus bigibbicollis
Omolabus bigibbicollis es una especie de coleóptero de la familia Attelabidae.

## Distribución geográfica
Habita en Brasil.